# 空氣框架頭盔
空氣框架頭盔（英語：Airframe Helmet）是一款由美國Crye Precision於2011年推出的模塊化和輕量化戰鬥頭盔，目前已有限度被一些國家的特種部隊所使用。
該頭盔最早於2010年的SHOT SHOW展覽中展出，並於2011年面向市場銷售。

## 特點

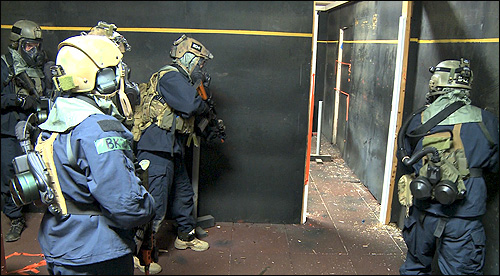
進行實彈演練的聯邦調查局人質拯救隊幹員們。其中至少有兩人佩戴空氣框架頭盔

空氣框架頭盔是一款主要由超高分子量聚乙烯（UHMWPE）和碳纖維所製成，並具備NIJ IIIA防彈標準的防彈盔，它除了比起美軍特種作戰部隊先前採用的MICH ACH 2002頭盔更為輕巧的同時亦提供更大的覆蓋範圍。
該頭盔是以在減少重量的同時亦能夠更有效的防御破片威脅的前提下設計。一個完整的中碼空氣框架頭盔重量為2.30磅，而即使是大碼的也只重2.55磅。
與目前主流的戰鬥頭盔不同的是，空氣框架頭盔的盔殼是由兩個部份組成的，而非一體化的設計。這樣在兩片盔殼之間便多出了一條通氣的空隙，除了可增加散熱的效果外還能有效減少爆炸衝擊波對使用者所造成的傷害。而這條空隙的闊度亦少於0.2寸，故包括子彈在內的投射物一般是不能直接穿過的。儘管一些較小型的碎片仍然可能有機會透過空隙進入頭盔內部。
空氣框架頭盔採用Ops-Core公司生產的“H-Nape Head-Loc”穩定系統，用戶能夠方便的把頭盔調鬆或調緊，並達至最佳的舒適度。
此外，克萊精密公司還提供空氣框架頭盔專用的防彈護耳和臉部護甲。
其他可額外提供的模塊化配件還包括：ARC導軌和夜視儀安裝座等。盔內還可容納各款抗噪耳機。

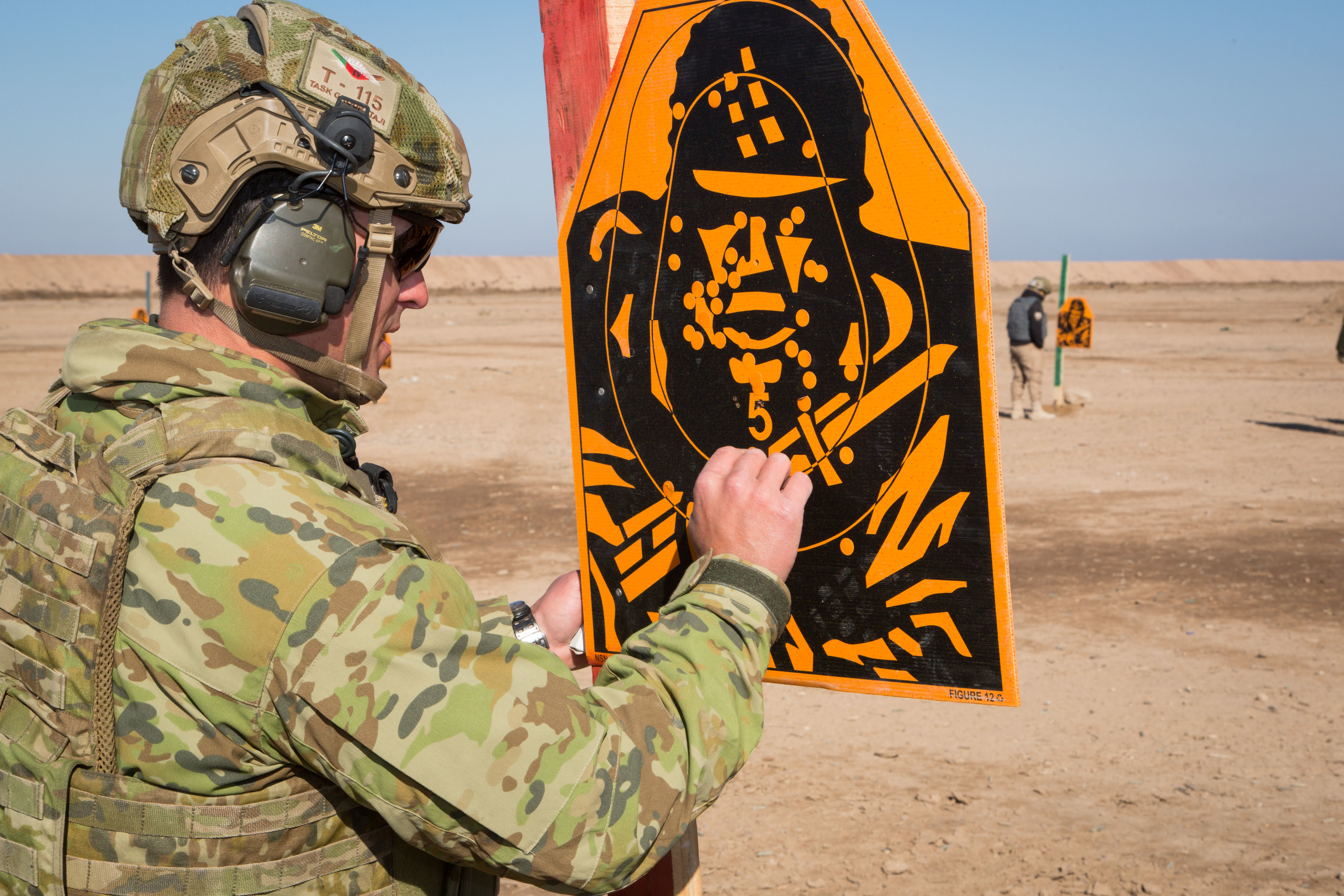
一名佩戴空氣框架頭盔的澳洲士兵

## 使用者
- 亞美尼亞：使用俄羅斯製仿製型，5.45 Design Spartan 3。
  - 亞美尼亞武裝部隊（英语：Armed Forces of Armenia）特種部隊
- - 澳洲軍隊
    - 澳洲皇家空軍
    - 澳洲特種作戰司令部

  - 特警單位
- 加拿大
  - 加拿大特種作戰部隊司令部
- 中华人民共和国：使用未授權仿製版本。
  - 公安特警單位
- 中華民國
  - 中華民國憲兵指揮部憲兵特勤隊
- 捷克
  - 捷克共和國陸軍（英语：Army of the Czech Republic）[3]
    - 第601特種部隊群（英语：601st Special Forces Group）
    - 第43空降旅
- 法國
  - 法國陸軍第1海軍陸戰傘降團
- 德国
  - 德國陸軍特種部隊司令部
  - 德國聯邦刑事警察
- 印度尼西亞
  - 印尼國家軍隊特種部隊
- 约旦
  - 約旦特種作戰部隊（英语：Special Operation Forces (Jordan)）
- 菲律賓
  - 菲律賓陸軍特種部隊團（英语：Special Forces Regiment (Philippine Army)）、第1偵察遊騎兵團（英语：1st Scout Ranger Regiment）
- 波蘭
  - 波蘭武裝力量行動應變及機動組
- 俄羅斯：主要使用俄羅斯5.45 Design公司仿製型Spartan 3。
  - 俄羅斯聯邦安全局特別用途中心
  - 俄羅斯聯邦國家近衛軍特別迅速應變分隊
  - 俄羅斯聯邦武裝力量特種作戰部隊
- - 大韓民國陸軍第707特殊任務團
- 泰國
  - 泰國皇家陸軍特種部隊
  - 泰國皇家海軍陸戰隊偵察營（英语：RTMC Reconnaissance Battalion）
  - 特警單位
- 乌克兰
  - 烏克蘭特種作戰部隊
- 英国
  - 英國皇家海軍特別舟艇隊
- 美国
  - 美國陸軍三角洲部隊
  - 美國海軍特種作戰開發群
  - 美國海軍陸戰隊特種作戰司令部
  - 聯邦調查局人質拯救隊
  - 國土安全部調查局特別應變隊

## 登場作品

### 電視劇
- 《海豹突擊隊》：卡其色塗裝，由美國海軍特種作戰開發組幹員特倫特（泰勒·格雷飾演）所使用。

### 電子遊戲
- ：由海豹突擊隊幹員“黑胡子”所使用，沒有實際防禦效果。
- 《逃離塔科夫》：為玩家可裝備的一款頭盔，具備一定防禦效果。
- 《地面部隊》（Ground Branch）：為玩家可裝備的頭盔之一。
- 《決勝時刻：現代戰爭》：作為聯機模式中部份特戰兵的造型道具登場，沒有實際防禦效果。

## 另見
- 未來突擊外殼技術頭盔
- Team Wendy EXFIL頭盔

## 外部連結
- SOFREP Crye Precision Airframe Ballistic Helmet | The Helmet to Keep your Head Cool （页面存档备份，存于）